# Canis nehringi
Canis nehringi és una espècie extinta de mamífer carnívor de la família dels cànids que visqué a Sud-amèrica durant el Plistocè. Se n'han trobat restes fòssils a l'Argentina. Era més petit que el llop gegant, amb un pes estimat de 30 kg, tot i que és possible que en realitat fossin una mateixa espècie. Devia caçar rosegadors de mida mitjana a gran i altres mamífers mitjans, com ara armadillos, camèlids, cérvols i pècaris. Actuant en grup, hauria estat capaç d'abatre fins i tot camèlids grossos i gliptodontins menuts, preses un ordre de magnitud més grosses que C. nehringi.